# Dario Calmese
()
Dario Calmese (Missouri, 1982) è un artista e podcaster statunitense, il primo afroamericano a fotografare la copertina di Vanity Fair che ritrae Viola Davis.

## Biografia
Originario del Missouri e aspirante psicologo clinico, frequentò un college gesuita a Kansas City. Dopo la Bachelor of Arts in psicologia e in comunicazione alla Rockhurst University, decise di intraprendere la carriera di performer. Si trasferì a New York e alcuni anni dopo si laureò in fotografia di moda alla School of Visual Arts di Manhattan.
Iniziò a fotografare nel 2012 mentre frequentava la School of Visual Arts. Le sue foto della socialite e collezionista di moda vintage di Harlem, Lana Turner, fecero parte di una mostra speciale nel 2015. Uno dei ritratti della donna partecipò alla competizione Black & White Photography Awards 2018 dove si posizionò tra i finalisti.
Nell'ambito della sua collaborazione con il magazine statunitenze Vanity Fair, a maggio 2019 firmò gli scatti del servizio sull'attore e cantante vincitore del Emmy Award Billy Porter. Ad agosto 2019 ritrasse la coppia di ballerini afroamericani della compagna di danza Alvin Ailey, Courtney Celeste Spears e Jeroboam Bozeman che, avvolti in abiti Valentino e con le loro pose, interpretavano i versi commissionati da Pierpaolo Piccioli ai poeti Greta Bellamacina, Yrsa Daley-Ward, Robert Montgomery e Mustafa the Poet e raccolti in seguito nel volume On Love.
Entra nella storia del magazine a luglio del 2020, quando una delle sue fotografie scattate per il servizio di Sonia Saraiya su Viola Davis intitolato My entire life has been a protest appare sulla copertina, la prima volta di un afroamericano nella storia della rivista. Su uno sfondo dai colori scuri, Davis viene ritratta di spalle, avvolta in un vestito blu scuro che lascia scoperta la schiena e ha una mano sul fianco. Per la posa, l'artista dichiarò di essersi ispirato ad un'immagine del 1893 intitolata The Scourged Back; una foto scattata da William D. McPherson e il suo partner Oliver che raffigura la schiena mutilata dello schiavo nero Gordon, che a marzo 1893 percorse 80 miglia per raggiungere in Louisiana la Union Army a Baton Rouge.

Calmese dichiarò al Times di sentire che il suo ritratto di Viola Davis raccontava una storia 
 Oltre alla fotografia, Calmese cura mostre d'arte, è un cantante e ballerino di formazione classica e ospita il podcast Institute of Black Imagination dove intervista leader e personalità afroamericane.